# Куричиха
Куричиха — деревня в Харовском районе Вологодской области.
Входит в состав Ильинского сельского поселения, с точки зрения административно-территориального деления — в Ильинский сельсовет.
Расстояние по автодороге до районного центра Харовска — 27 км, до центра муниципального образования Семенихи — 2 км. Ближайшие населённые пункты — Большая, Миловская, Ивановская.
По данным переписи в 2002 году постоянного населения не было.
Деревня Куричиха Торопово тож, Куричинская Кадниковского уезда, Ильинской волости известна с XVII века. Владельческая, в XVIII-XIX вв. принадлежала Малыгиным, Нелединским, Крюковым. В начале XX в. в деревне была построена школа на средства крестьянина Гаврилова Василия Александровича. Одним из первых учителей был его сын Павел Васильевич Гаврилов. В 1918 г. из австрийского плена, где находился с 1915г, унтер-офицер, старший писарь П. В. Гаврилов вернулся в школу